# Nowe Kusy
Nowe Kusy (deutsch Neu Kußfeld) ist ein Ort in der polnischen Woiwodschaft Ermland-Masuren. Er gehört zur Gmina Pasłęk (Stadt-und-Land-Gemeinde Preußisch Holland) im Powiat Elbląski (Kreis Elbing).

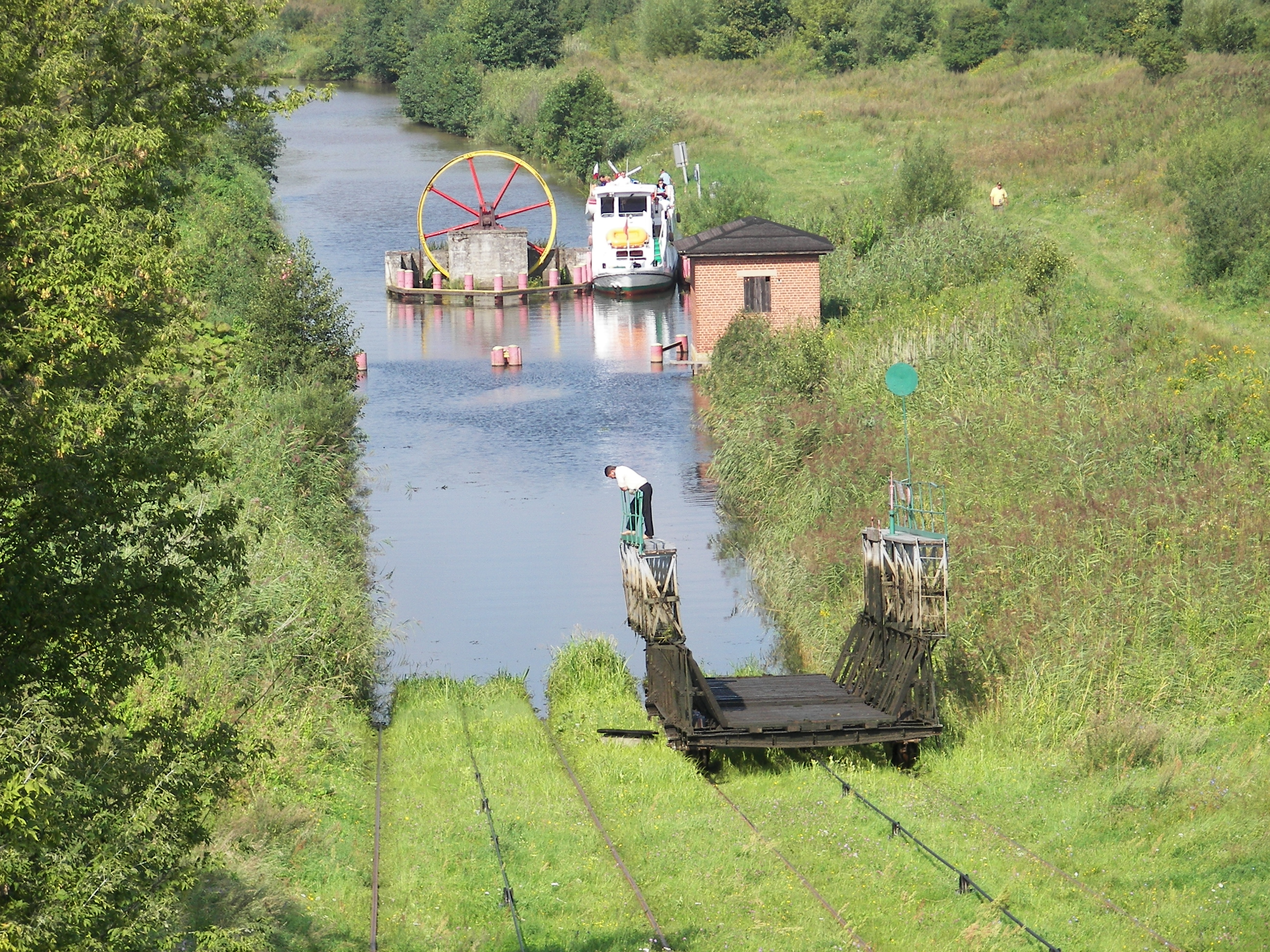
Oberländischer Kanal: Geneigte Ebene Kußfeld (Kanał Elbląski: Pochylnia Całuny)

## Geographische Lage
Nowe Kusy liegt im nördlichen Westen der Woiwodschaft Ermland-Masuren, sechs Kilometer südwestlich der früheren Kreisstadt Preußisch Holland (polnisch Pasłęk) bzw. 17 Kilometer südöstlich der heutigen Kreismetropole Elbląg (deutsch Elbing).

## Geschichte
Ortsgeschichte

Im Jahre 1266 bestätigte Ordens-Hochmeister Anno von Sangerhausen dem Hospital in Elbing den Besitz von Hufen auf dem Felde von Cosvelt. Im Jahre 1820 wurde das alte Rittergut als ein Vorwerk mit 19 Feuerstellen bei 138 Einwohnern genannt.
Am 28. Mai 1874 wurde Neu Kußfeld Amtsdorf und damit namensgebend für einen Amtsbezirk im ostpreußischen Kreis Preußisch Holland, Regierungsbezirk Königsberg, der allerdings am 13. November 1907 in den Amtsbezirk Weeskenhof (polnisch Rzeczna) überging.
Im Jahre 1910 waren in Neu Kußfeld 258 Einwohner gemeldet, zu denen noch 57 weitere Einwohner des zugehörigen Vorwerks Sangershausen (auch Forst Alt Kußfeld genannt, polnisch Sokólka) hinzukamen. Im Jahre 1933 belief sich die Zahl der Einwohner von Neu Kußfeld auf 266.
Am 1. Oktober 1939 gab Neu Kußfeld seine Eigenständigkeit auf und schloss sich mit dem Dorf Weeskenhof (polnisch Rzeczna) zum gemeindefreien Gutsbezirk Remonteamt Weeskenhof zusammen.
Als 1945 in Kriegsfolge das gesamte südliche Ostpreußen an Polen fiel, erhielt Neu Kußfeld die polnische Namensform „Nowe Kusy“. Das Dorf ist heute Teil der Stadt-und-Land-Gemeinde Pasłęk (Preußisch Holland) im Powiat Elbląski (Kreis Elbing), von 1975 bis 1998 der Woiwodschaft Elbląg, seither der Woiwodschaft Ermland-Masuren zugehörig.
Amtsbezirk Neu Kußfeld 1874–1907

Zum Amtsbezirk Neu Kußfeld gehörten in der Zeit seines Bestehens drei Kommunen:
| Deutscher Name | Polnischer Name | Anmerkungen                                    |
| -------------- | --------------- | ---------------------------------------------- |
| Alt Kußfeld    | Stare Kusy      | 1907 in den Amtsbezirk Hirschfeld umgegliedert |
| Drausenhof     | Drużno          | 1907 in den Amtsbezirk Weeskenhof umgegliedert |
| Neu Kußfeld    | Nowe Kusy       | 1907 in den Amtsbezirk Weeskenhof umgegliedert |

## Geneigte Ebene Kußfeld/Oberländischer Kanal
In den Jahren 1874 bis 1881 wurde der Oberländische Kanal (polnisch Kanał Elbląski)  als Wasserstraße zwischen der Stadt Osterode (polnisch Ostróda) und der Stadt Elbing (Elbląg) bzw. dem Frischen Haff gebaut. Seine Besonderheit ist bis heute die Verschiffung auch über Land, zu deren Zweck es fünf sogenannte Geneigte Ebenen gab, über deren Rollberge die Schiffe auf Schienen transportiert wurden. Eine diese geneigten Ebenen war die Ebene Kußfeld (polnisch Pochylnia Całuny), etwa drei Kilometer südwestlich des Dorfs gelegen, die eine Länge von 450 Metern und eine Höhe von 13,0 Metern aufwies. Das Besondere an  der Ebene Kußfeld war der dort genutzte Turbinenantrieb.

## Religion
Bis 1945 war Neu Kußfeld in die evangelische Kirche Hirschfeld (polnisch Jelonki) in der Kirchenprovinz Ostpreußen der Kirche der Altpreußischen Union eingegliedert, außerdem in die römisch-katholische Pfarrei St. Josef in der Stadt Preußisch Holland (polnisch Pasłęk).
Heute gehört Nowe Kusy katholischerseits zur Pfarrei Jelonki (Hirschfeld) im Bistum Elbing, evangelischerseits dagegen zur St.-Georgs-Kirche in der Stadt Pasłęk in der Diözese Masuren der Evangelisch-Augsburgischen Kirche in Polen.

## Verkehr
Nowe Kusy liegt an der vielbefahrenen Woiwodschaftsstraße 527, die die Städte Dzierzgoń (Christburg), Pasłęk (Preußisch Holland) und Morąg (Mohrungen) mit der Woiwodschaftshauptstadt Olsztyn (Allenstein) verbindet.
Eine Anbindung an den Bahnverkehr besteht nicht.
Besonders die Touristen bestimmen den Schiffsverkehr auf dem Oberländischen Kanal (polnisch Kanał Elbląg).